# بیانیه آتاترک به جوانان ترکیه

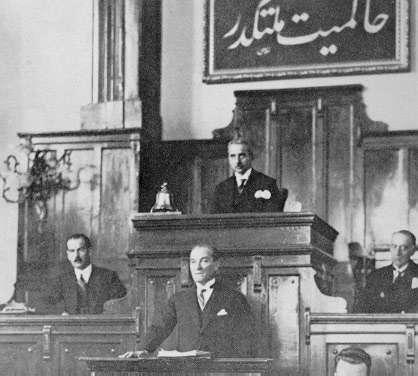
مصطفی کمال آتاترک در حال خواندن سخنرانی در مجلس ملی کبیر ترکیه ، ۱۹۲۷

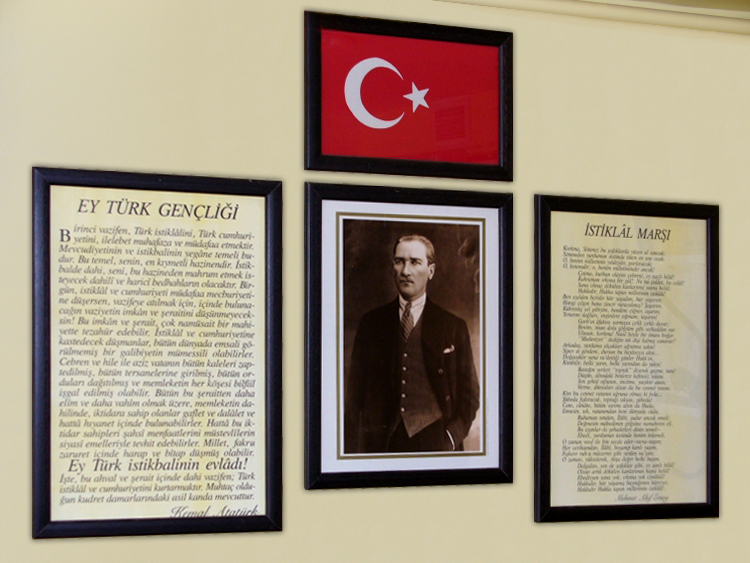
نمونه ای از نمایش کلاس درس رایج در ترکیه، از جمله سخنرانی در سمت چپ.

بیانیه آتاترک به جوانان ترکیه ( ترکی استانبولی: Atatürk'ün Türk Gençliğine Hitabesi) سخنرانی معروف اولین رئیس جمهور، بنیانگذار جمهوری ترکیه، مصطفی کمال آتاترک است که به عنوان بیانیه پایانی سخنرانی ۳۶ساعته خود در ‎۲۷ مهر ۱۳۰۶ (۲۰اکتبر ۱۹۲۷) در پارلمان بیان شد. تاریخچه و مبانی فکری جنگ استقلال ترکیه و نبرد برای مدرنیته، آزادی و دموکراسی که به انقلاب ترکیه دامن زد و در نهایت منجر به تأسیس جمهوری ترکیه در ‎۶ آبان ۱۳۰۲ (۲۹ اکتبر ۱۹۲۳) شد.

معمولاً یک نسخه قاب شده از سخنرانی، پرچم ترکیه و عکسی از بنیانگذار جمهوری ترکیه و یک کپی از سرود ملی بر دیوار بالای تخته کلاس‌های مدارس ترکیه را نصب می‌شود.